# Dschanarbek Akajew

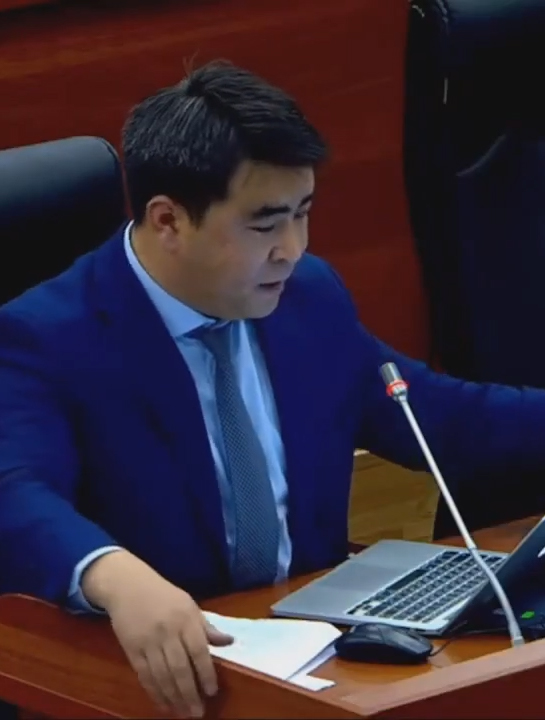
Akajew im kirgisischen Parlament

Dschanarbek Kubanyowitsch Akajew (kirgisisch und russisch Жанарбек Кубанычович Акаев, * 13. Dezember 1986 in Kabylan-Kul, Kirgisische SSR, heute Oblus Osch, Kirgisistan) ist ein kirgisischer Journalist und Politiker.

## Karriere
Akajew wurde nahe der Stadt Osch im Südwesten des heutigen Kirgisistan geboren. Nach seinem Schulabschluss studierte er Journalismus an der Staatlichen Universität Osch und graduierte im Jahr 2009. Ab 2008 arbeitete Akajew als Journalist für den kirgisischen Ableger des US-amerikanischen Rundfunkveranstalters Radio Free Europe. Von Februar bis September 2015 war Akajew Pressesprecher des damaligen Präsidenten Almasbek Atambajew.
Vor der Parlamentswahl in Kirgisistan 2015 wurde Akajew von der regierenden Sozialdemokratischen Partei Kirgisistans (SDPK), der auch Präsident Atambajew angehörte, über die Wahlliste der Partei für einen Sitz im Dschogorku Kengesch, dem kirgisischen Parlament, nominiert. Durch ein Wahlergebnis von 27,35 % konnte die SDPK mit 38 Abgeordneten, zu denen auch Akajew gehört, die größte Fraktion im kirgisischen Parlament bilden. Nach der Bildung einer sozialdemokratisch geführten Regierung wurde Akajew zum stellvertretenden Leiter des Ausschusses für Soziales, Bildung, Wissenschaft, Kultur und Gesundheit ernannt.
Im März 2017 wurde Akajew aus der SDPK-Fraktion ausgeschlossen, nachdem er das Handeln der Regierung mehrfach kritisiert hatte und insbesondere auf Missstände hinsichtlich Korruption und Meinungsfreiheit hingewiesen hatte. Akajew verblieb daraufhin vorerst als fraktionsloser Abgeordneter im Parlament, ehe er sich der Fraktion Ata Meken anschloss. Im Vorfeld der Parlamentswahl in Kirgisistan 2020 wurde Akajew auf dem ersten Listenplatz der Partei Ata-Meken für den erneuten Einzug in das Parlament nominiert.
Das vorläufige Wahlergebnis vom Abend des Wahltages am 4. Oktobers 2020 bedeutete eine Wahlniederlage für die Partei Ata Meken, die mit circa 4 % der abgegebenen Stimmen den erneuten Einzug in das kirgisische Parlament verpasst hatte. Im Zuge der anschließenden Proteste in Kirgisistan 2020, die in der Annullierung des Wahlergebnisses und dem Rücktritt der Regierung und von Präsident Sooronbai Dscheenbekow gipfelten, verlor das Wahlergebnis jedoch jegliche Bedeutung und Akajew verblieb vorerst im unveränderten kirgisischen Parlament. Während der Proteste in der Hauptstadt Bischkek in den Tagen nach der Wahl war Akajew an mehreren Demonstrationen beteiligt, unter anderem am Tag nach der Wahl, als er eine Gruppe von Protestanten auf dem zentralen Ala-Too-Platz versammelte. Bei anschließenden Auseinandersetzungen mit Sicherheitskräften und anderen Protestanten wurde Akajew am Bein verletzt und musste behandelt werden. Nach der Erstürmung des Parlamentsgebäudes und der Annullierung des Wahlergebnisses war Akajew Teil des Koordinationsrates, der von einer Gruppe oppositioneller Parteien um Ata-Meken gebildet wurde und bemüht war, Einfluss auf die kommenden Entwicklungen zu nehmen. Diese Bemühungen scheiterten jedoch am Aufstieg Sadyr Dschaparows, der im Zuge der Krise zum neuen Präsidenten aufstieg. Bis zur Abhaltung einer weiteren Parlamentswahl tagt das Parlament weiter in der Zusammensetzung der abgelaufenen Legislaturperiode, sodass auch Akajew noch im Parlament vertreten ist.